# Galva (Illinois)
Galva è un comune degli Stati Uniti d'America, situato in Illinois, nella Contea di Henry.

## Amministrazione

### Gemellaggi
- Gävle[1]